# Лукьянов, Герман Константинович
Герман Константинович Лукьянов (23 августа 1936 — 5 июля 2019) — советский и российский джазовый музыкант, мультиинстументалист (труба, флюгельгорн, фортепиано и др.), композитор, бэндлидер, член Союза композиторов СССР. Руководитель Камерного джаз-ансамбля «Каданс». Публиковался также как поэт.

## Биография
Родился в Ленинграде в семье военного моряка, мать — пианистка, поэтесса и переводчица Муза Константиновна Павлова (1917—2006).
В 17-летнем возрасте поступил в музыкальную школу по классу трубы. Затем учился в Ленинградской консерватории (класс композиции Вадима Салманова), с 1957 по 1961 год —  в Московской консерватории (класс композиции Арама Хачатуряна).
В те же годы становится заметным участником московской джазовой сцены. В это же время на многие годы, до 1989, отказывается от трубы в пользу флюгельгорна.
Сформировалась его репутация <...> как музыканта высокопрофессионального, но не очень «удобного»<...> это было связано и с тем, что он играл весьма необычно и  некомфортно  по тем временам, и с его личными особенностями.

1962: В трио с Михаилом Терентьевым (фортепиано) и Альфредом Григоровичем (контрабас) выступает на 1-м джазовом фестивале в кафе «Молодёжное» в Москве.

Группа исполняла не совсем обычную музыку, в которой трудно было понять: кто солирует, а кто аккомпанирует... В музыкальной ткани — сплошные паузы, смещения и сдвиги, мало плотной фактуры, много «воздуха» и свободного пространства. Так в 1962 году не играл никто.

—- Аркадий Петров

1965: Трио с Леонидом Чижиком (фортепиано) и Владимиром Васильковым (барабаны), появление русских мелодических интонаций.

Без контрабаса музыка стала ясной, мелодический рисунок — предельно чистым. Правда, звучание группы оказалось более жёстким — это скорее графика, чем живопись. Я предложил ударнику организовать игру по-новому: перестать механически отбивать ритм, вести свою партию независимо и рельефно, создавать интересные рисунки, чаще использовать паузы, в которых ясно просматривались  бы узоры флюгельгорна и рояля.

—- Герман Лукьянов
1966: На 3-м Московском джазовом фестивале в Москве трио удостоено пяти дипломов фестиваля, в т.ч. как лучший ансамбль, в котором играет лучший композитор и лучший исполнитель.
1967: Трио приняло участие в съёмках кинофильма «Семь нот в тишине». В фильме прозвучала композиция Германа Лукьянова «Молитва», из идеологических соображений на пластинке «Мелодии» «Джаз-67» переименованная в «Бесполезный разговор».
В конце 60-х состав трио сменился. В нём появились пианист Игорь Бриль и барабанщик Михаил Кудряшов.
1969-1973: солист Эстрадного оркестра Всесоюзного радио под управлением Вадима Людвиковского.
1971: Лукьянов записывается в дуэте с Игорем Брилем как флюгельгорнист и пианист.
1972: Вместе с Людвиковским и саксофонистом Андреем Зубовым Лукьянов несколько раз выступил с джаз-оркестром Чехословацкого радио. Запись в том же году вышла на чехословацкой фирме  Panton.
В течение нескольких следующих лет Лукьянов организует ансамбли разного масштаба — от квартета до септета и даже нонета и децимета.
1974-1976: солист и дирижёр оркестра Азербайджанской ССР под управлением Муслима Магомаева.

### «Каданс». 1978 – 1990
В январе 1978 года создаёт Камерный джаз-ансамбль  «Каданс». В названии игра слов: это и музыкальный термин, и аббревиатура слов  «камерный джаз-ансамбль». Репертуар ансамбля состоял из авторских произведений Лукьянова и джазовых стандартов.
Принцип, по которому строился ансамбль, заключался в тембровом разнообразии — будучи малым составом (септетом), «Каданс» обладал тембровыми и выразительными возможностями биг-бэнда. Оба саксофониста (Николай Панов и Юрий Юренков) играли также на флейтах, тромбонист (Борис Рукинглуз) — на тубе, сам Лукьянов — на флюгельгорне, фортепиано, цугфлейте, альтгорне. В разные годы (ансамбль просуществовал до 1990 года) в «Кадансе», кроме названных выше, играли: Михаил Окунь (фортепиано), Александр Веремьев (контрабас), Борис Картавицкий (контрабас), Валерий Куцинский (контрабас), Михаил Смола (контрабас), Константин Бабенко (контрабас), Анатолий Соболев (контрабас), Валерий Каплун (ударные), Иван Авалиани (ударные), Станислав Коростелёв (ударные), Вадим Ахметгареев (тромбон, туба), Фёдор Левинштейн (скрипка), Андрей Боднарчук (гитара), Олег Добронравов (бас-гитара).

Музыка «Каданса» — одно из самых сложных и совершенных достижений советского джаза 70-80-х.  Лукьянов-композитор активно использует сложные размеры, необычные приемы аранжировок, непривычные тембровые сочетания, нетрадиционные композиторские техники — хроматику, почти атональность, додекафонию.

«Каданс» много гастролировал по СССР, выступал на фестивалях Jazz Jamboree (Варшава, 1984), North Sea Jazz Festival (Гаага, 1984) и др.
Первый состав ансамбля просуществовал до 1990 года, выпустив четыре виниловых альбома на «Мелодии».

### После 1990
В начале 1990-х годов изменение экономического положения в стране  не позволило содержать большой состав. На протяжении 1990-х и первой половины 2000-х Лукьянов выступает с малыми ансамблями (трио, квартет), в том числе с пианистом  Яковом Окунем  — сыном  Михаила Окуня, работавшего в «Кадансе».
Во второй половине 2000-х годов Герман Лукьянов создаёт новый состав «Каданса», в 2008 и 2010 вышло два его альбома.
2011: к 75-летию артиста журнал «Джаз.Ру» берёт большое интервью, Лукьянов появляется на его обложке.

## Смерть
Герман  Лукьянов умер 5 июля 2019 года. Причины смерти не сообщались. Прощание с Лукьяновым  состоялось 10 июля.

## Дискография

### С ансамблем «Каданс»
- Иванушка-дурачок (Мелодия, запись 1981),
- Путь к Олимпу (Мелодия, запись 1983)
- Какая снежная весна (Мелодия, 1986)
- Знак блюза (Мелодия, 1988)
- Чёрным по белому (Evergreen Jazz, 2008)
- Постоянная величина (Концерт в Минске, Артсервис, 2010)

#### Компиляции
- Каданс I, Каданс II (переиздание 4 первых альбомов, Boheme Music, 1999)[8]

### Как бэндлидер

#### Компиляции
- ДоКаданс (3 CD, ArtBeat Music, 2012, сборник записей 1962-1976 годов)